# Patrick Derochette
Patrick Derochette (31 januari 1964 – Doornik, 13 december 2016) was een Belgisch crimineel. Hij was verantwoordelijk voor de verkrachting en moord op het meisje Loubna Benaïssa in 1992.
Derochette was een pompbediende die in een benzinestation op de hoek van de Kroonlaan en de Werystraat te Elsene werkte. In 1984 werd hij voor het eerst opgepakt wegens seksueel misbruik van vier minderjarige jongens. Men sloot hem twee maanden op in een instelling, waarna hij onder medische begeleiding vervroegd werd vrijgelaten. In 1992 ontvoerde hij het negenjarige meisje Loubna Benaïssa en verkrachtte en vermoordde haar. De zaak kwam pas na de zaak-Dutroux in 1996 in een stroomversnelling terecht. Op 5 maart 1997 werd Loubna's stoffelijk overschot aangetroffen in Derochettes kelder. Hij werd gearresteerd, maar omdat de rechter de 34-jarige man geestelijk ziek verklaarde volgde er geen proces. In plaats daarvan werd hij in een psychiatrische instelling opgesloten. Derochette hield altijd vol dat het meisje per ongeluk was gestorven. Hij had haar geslagen en daarna in een metalen koffer opgesloten, waar ze kort nadien zou zijn overleden.
Op 12 juni 2001 werd Derochettes benzinestation afgebroken.
Hij overleed op 13 december 2016 in een ziekenhuis in Doornik. Hij lag toen al sinds juni 2015 in coma na een aanval van een medegevangene.